# Juan Socino
Juan Pablo Socino (nacido en Buenos Aires el 30 de mayo de 1988) es un exjugador de rugby argentino, que jugaba de apertura o centro. Jugó para la selección de rugby de Argentina. 

## Carrera
Jugó para el equipo de los Newcastle Falcons de la Aviva Premiership, el máximo escalón de rugby en Inglaterra.
También ha jugado en la Guinness Pro 14 con Edinburgh Rugby, y en 2019 comenzó una nueva etapa en su carrera, al ser contratado por el equipo español SilverStorm El Salvador.
Ha jugado para los Pumas. Su debut con la selección de Argentina se produjo en un partido contra Australia en Mendoza el 25 de julio de 2015.
Seleccionado para la Copa del Mundo de Rugby de 2015, Juan Pablo Socino logró puntos para su equipo en la victoria 64-19 sobre Namibia, con cuatro conversiones.